# Temple maçònic

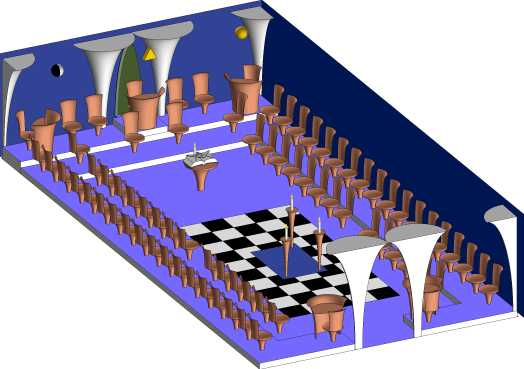
Representació virtual d'un temple maçònic del ritu egipci

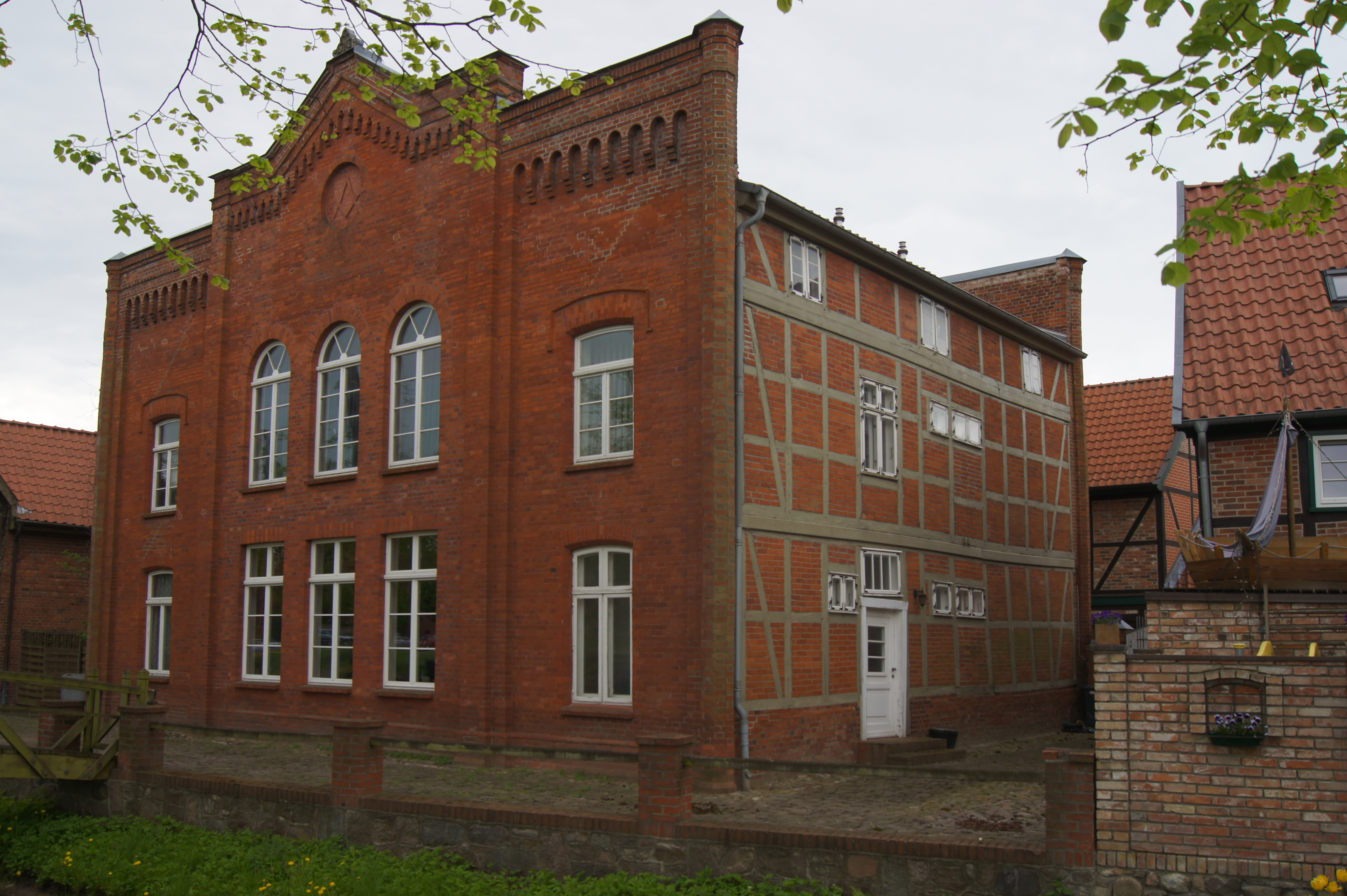
Temple maçònic de Vesta a les tres Torres a Boizenburg d'Elba

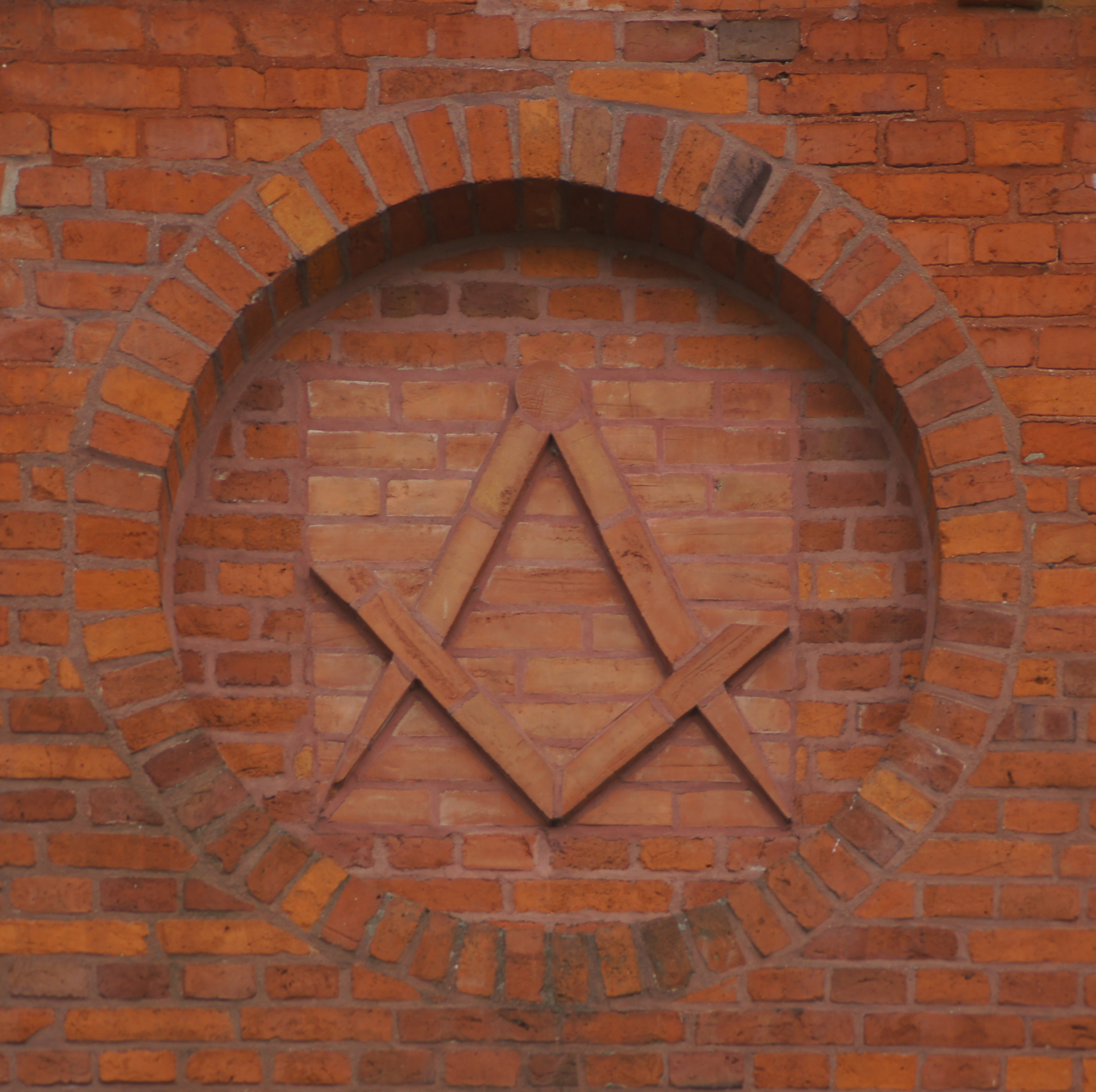
L'escaire i el compàs

Un temple maçònic és un lloc on es reuneixen els francmaçons per celebrar els seus rituals. La seva concepció, el seu agençament i la seva decoració obeeixen regles simbòliques precises, que poden diferir més o menys segons els ritus i els graus maçònics. Fa sovint referència al temple de Salomó.

## Concepció i agençament del temple maçònic

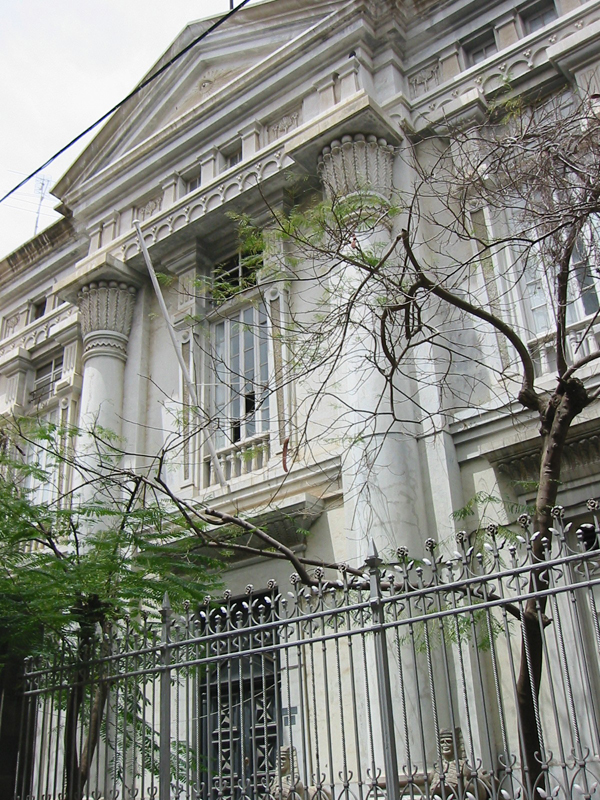
Temple Maçònic de Santa Cruz de Tenerife.

L'agençament i la decoració del temple responen a objectius simbòlics.
El temple és constituït d'una cambra rectangular d'un sol espai i sense finestres. Es defineix com una representació del món i del cosmos.
El temple està simbòlicament orientat d'occident a orient (d'oest a est) sobre la seva longitud, del septentrió (nord) al migdia sobre la seva amplada i del nadir al zenit sobre la seva alçada. De vegades, una plomada és suspesa sobre el centre del temple. El terra està format d'una rajola mosaic, ja sigui completament, o almenys sobre un rectangle central.
La porta del temple se situa al costat oest (occident). A banda i banda de la porta, s'hi troben dues columnes anomenades Jakin i Booz. Segons els ritus, són col·locades de manera diferent: al ritu escocès, Booz és del septentrió i Jakin al migdia; és el contrari en els ritus francès i egipci.
A l'orient, s'hi troba una estrada sobrealçada, a la qual s'accedeix per almenys tres escales. Les baranes a banda i banda de l'escala separen l'orient de la resta del temple.
Al septentrió com al migdia, al llarg dels murs, hi ha els seients, anomenats columnes. És allà que els maçons prenen lloc durant les cerimònies.

## Decoració del temple
La decoració del temple és igualment codificada. Una part n'és fixa, però certs elements canvien en funció de la cerimònia que s'hi desenvolupa, del seu ritual i del seu grau maçònic.